# Oizon
Oizon és un municipi francès, situat al departament de Cher i a la regió del Centre - Vall del Loira. L'any 1999 tenia 752 habitants.